# Rotanev
Rotanev (beta Delphini) is de helderste ster in het sterrenbeeld Dolfijn (Delphinus).
De ster staat ook bekend als Rotanen en Venator (Rotanev achterstevoren).

## Niccolò Cacciatore
De oorsprong van de naam Rotanev is de Italiaanse astronoom Niccolò Cacciatore (1770-1841) die aan de sterren Alpha en Beta van het sterrenbeeld Dolfijn de Latijnse versies van zijn eigen voornaam en achternaam gaf. Hij draaide deze Latijnse versies achterstevoren en aldus ontstonden de namen Sualocin (Nicolaus) en Rotanev (Venator).

## Frances Rolleston
Volgens Frances Rolleston, de auteur van het boek Mazzaroth; or, the constellations zijn de sternamen Sualocin en Rotanev echter afkomstig van het Arabische Scalooin (snel, vlug, gauw, schielijk, plotseling) (zoals vloeiend water) en Rotaneb of Rotaneu (vloeiend of stromend water).